# مزدا کرونوس

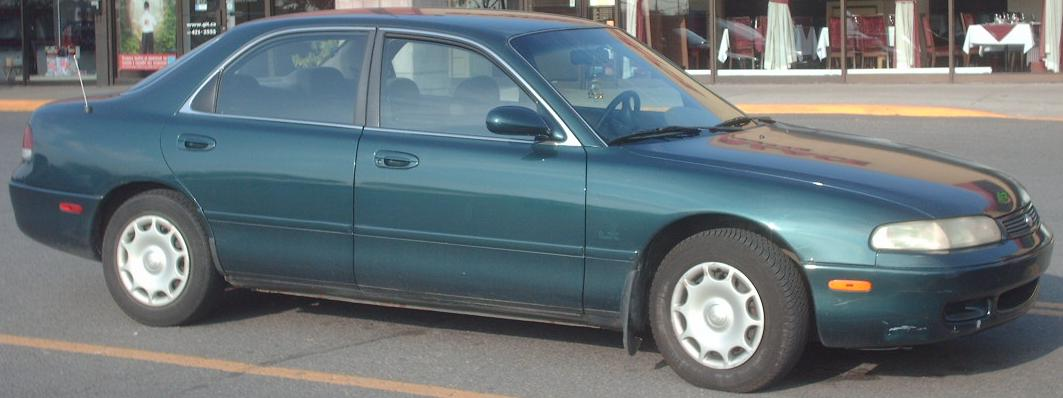

مزدا کرونوس (Mazda Cronos) خودرویی است که در سال‌های ۱۹۹۱–۱۹۹۵ توسط شرکت مزدا تولید شده‌است. طراحی آن خودروهای موتور جلو-محور جلو و خودروهای موتور جلو-چهار چرخ متحرک بوده است. سیستم جعبه‌دندهٔ آن ۴ دنده به صورت خودکار است.